# Luis Enrique
Luis Enrique Martínez García, španski nogometaš in trener, * 8. maj 1970, Gijón, Španija.
Sodeloval je na nogometnemu delu poletnih olimpijskih iger leta 1992.